# Robert Vágner
Robert Vágner (Plzeň, 12 maggio 1974) è un ex calciatore ceco, di ruolo attaccante.

## Palmarès

### Club

#### Competizioni nazionali
- Campionato ceco: 1

Slavia Praga: 1995-1996
- Coppa della Repubblica Ceca: 2

Slavia Praga: 1996-1997, 1998-1999
- Coppa d'Ungheria: 1

Ujpest: 2001-2002
- Supercoppa d'Ungheria: 1

Ferencvaros: 2004